# Майстер (Доктор Хто)
Майстер — постійний персонаж британського науково-фантастичного серіалу Доктор Хто. Він походить із раси Володарів Часу і є головним ворогом Доктора.
Коли Майстер уперше з'явився в серіалі у січні 1971 року, його грав Роджер Дельгадо. Він виконував цю роль до своєї смерті у 1973 році. Після цього Пітер Пратт і Джефрі Біверс грали фізично тліючого Майстра, аж доки роль у 1981 році не перейняв Ентоні Ейнлі. У фільмі 1996 року Майстра зіграв Ерік Робертс. В епізоді Утопія поновленого серіалу роль Майстра виконав Дерек Джейкобі, але швидко регенерував. Наступне втілення Майстра виконав Джон Сімм. Він з'являвся у останніх трьох епізодах третього сезону і двочастинному спеціальному різдвяному випуску — 2009 Кінець часу. Після нього роль Майстра з восьмого по десятий сезони виконувала Мішель Гомес, ставши першою жінкою, що виконала цю роль. З дванадцятого сезону цю роль виконує Саша Дхаван, який раніше зіграв роль Варіса Хуссейна у документальному фільмі присвяченому історії серіалу Доктор Хто «Пригода в просторі та часі».

## Створення персонажа
Творча команда задумала створити персонаж, який «був би для Доктор тим, ким був для Шерлока Холмса професор Моріарті». Перша поява Майстра відбулася в епізоді Терор автонів у період Третього Доктора. Ім'я «Майстер» вигадали Барі Летс і Теренс Дікс. Головним чином такий їхній вибір пояснюється тим, що «Майстер», як і «Доктор», є показником наукового ступеня.
Барі Летс мав на прикметі одного актора на цю роль: Роджера Дельгадо. Він уже мав досвід у грі злодіїв і тричі пробував отримати роль у серіалі. Крім того, Дельгадо вже співпрацював раніше із Летсом, а також був близьким другом Джона Пертві.

## Біографія Майстра

### Дитинство
У серії Звук барабанів, спогад показує восьмилітнього Майстра під час церемонії вступу до рядів Володарів часу. Він стоїть перед дірою в просторі-часі, у якій можна побачити весь Вихор Часу. Доктор стверджує що погляд у вихор часу надихає одних, відлякує інших і зводить з розуму третіх. Він припускає, що саме останнє сталося з Майстром.
У другій частині серії Кінець Часу нам розповідають про дійсну причину безумства Майстра. Лорду-президентові Володарів часу було зроблене пророцтво, що Галіфрей паде. І єдиним способом вибратися з часової пастки було переміститися до того Володаря часу, який не був би замкнений в цій пастці. Їх було двоє: Доктор і Майстер. Президент вибрав Майстра. Він помістив в його голову сигнал з Галіфрея — 4 удари, серцебиття Володаря часу. Він запустив на Землю алмаз зі свого скіпетра, щоб зв'язок з Майстром і ними став фізичним. Майстер, як і було заплановано, повернув Володарів часу, але, дізнавшись про причину свого безумства, він допоміг Докторові відправити Володарів часу назад у часову пастку і сам убив президента.

### Цілі та характер
Постійною метою Майстра є управління всім і вся, саме тому він і вибрав для себе ім'я «Майстер» (англ. Master — «господар»). Його другорядна мета — знищення Доктора. Одна з його основних здібностей — гіпноз інших, що викликається пильним поглядом і фразою «Я — Майстер, і ти мені підкорятимешся.»
У восьмому сезоні, починаючи з Терору автонов, Майстер (якого грав Делгадо) з'явився у восьми з п'ятнадцяти серій. Майстер воліє маскуватися в суспільстві і промивати мізки іншим, будуючи свої підступні плани. Він також не раз намагався використовувати інші раси для захоплення планет, включаючи автонів і демонів. Майстер у виконанні Дельгадо був чарівним, але у той же час смертоносним.
Остання поява Дельгадо у цій ролі відбулася в серії Космічний кордон. Він збирався зіграти Майстра іще один раз в епізоді «Фінальна гра», у якому його персонаж повинен був загинути, імовірно, рятуючи Доктора. Але 18 червня 1973 року сам Дельгадо загинув в автокатастрофі у Туреччині, і тому замість запланованого епізоду з Майстром на екрани вишла історія Планета павуків.

### У пошуках нового життя
З кончиною Дельгадо, Майстер зник з екрану на декілька років. Його наступна поява сталася в серії Безжалісний убивця, де актор Пітер Пратт в товстому шарі гриму з'являється як істота, що розкладається. Малося на увазі, що Майстер знаходиться у кінці свого останнього — тринадцятого — життя. Оскільки ситуація набагато серйозніша, то і Майстер набагато темніше, ніж його версія у виконанні Дельгадо. Йому майже вдалося відновити свою життєву силу завдяки артефактам у кабінеті Президента Ради Володарів часу. Доктор зупиняє його, оскільки ця подія знищила б Галіфрей. Після цієї історії, Майстер знову зникає з екрану, повертаючись лише у 1981. У серії Хранитель Трейкена, Майстрові, якого зіграв також дуже загримований Джеффрі Біверс вдається відновити себе захопивши тіло трейкеніта на ім'я Треймас (анаграма слова «Майстер»). У тілі Треймаса його грав Ентоні Ейнлі, але він з'являвся в серіалі дуже рідко, і весь час знаходився у пошуках вічного життя. У першому своєму епізоді (Логополіс) Майстер Ейнлі, виконуючи свій план зі знищення Доктора, знищує велику частину Всесвіту, у тому числі і Трейкен.
У багатьох своїх появах з П'ятим Доктором, Майстер знову показує свою любов до маскування, інколи навіть без видимої причини. Коли творці серіалу хотіли приховати вплив Майстра в історії, то його персонажа в титрах називали анаграматичним псевдонімом на зразок «Ніл Тойней» (Тоні Ейнлі) або «Джеймс Стокер» (англ. James Stoker -> Masters joke, жарт Майстра).
У серії П'ять Докторів Володарі часу запропонували Майстрові нове життя в обмін на його допомогу, що, можливо, вказує на те, що їм все-таки вдалося створити спосіб продовження життя без знищення Галіфрея. Остання поява Ейнлі в ролі Майстра була в серії Виживання.

### Життя після смерті
Майстер знову з'явився у фільмі Доктор Хто. У передмові розповідається, що Майстер (його зіграв Гордон Тіппл) був страчений далеками за свої «злісні злочини». Майстер пережив страту, перетворившись на невелику, змієподібну істоту. Ця істота втікає з контейнера і забирається в консоль TARDIS Доктора, після чого кораблю доводиться зробити посадку в Сан-Франциско в кінці 1999 року.
Ця форма була нестабільною і потребувала людського тіла. Майстер вселяється в парамедика Брюса (Ерік Робертс). Але тіло Брюса теж не може довго протриматися зі свідомістю Майстра. Намагаючись дістати доступ до Ока Гармонії, щоб вкрасти регенерації Доктора, Майстер виявляється затягнутим у нього. У тілі парамедика, Майстер спочатку одягає шкіряний плащ і сонячні окуляри, але потім переодягається в церемоніальне вбрання Володаря часу.

### Повернення
Коли телесеріал було поновлено в 2005 році, у серії Далек говорилося про те, що всі Повелителі часу окрім Доктора загинули в Часовій війні з Далеками. Доктор казав, що якби хто-небудь ще вижив, то він би їх відчував телепатично. Але повернення Майстра провіщається в серії Затор, коли Обличчя Бо дає Десятому Докторові пророцтво перед смертю: «Ти не один» («You are not alone»).
У серії «Звук барабанів» розкривається, що Володарі часу відродили Майстра, щоб він служив на фронті Часової війни. Але побачивши, що Імператор далеків приймає контроль «Розхрещувачем» (англ. Cruciform), він втік з поля бою, так і не довідавшись про долю свого народу. Він набув форми людини так само, як і Доктор в серії Людська природа, і сховався в кінці Всесвіту у вигляді доброго ученого на ім'я професора Тно (англ. Professor Yana; Дерек Джакобі). Доктор зустрічається з професором в епізоді Утопія, а Марта Джонс ненавмисне підштовхує професора зосередитися на годиннику, який містить свідомість Майстра, після чого він відкриває годинник і стає Майстром. Тоді ж Доктор усвідомлює, що означає ім'я професора — ТНО — «Ти не один» (англ. YANA — «You are not alone»). У битві зі своєю помічницею Майстер був смертельно поранений пострілом з лазерного пістолета, але йому вдалося регенерувати. Нове втілення Майстра зіграв Джон Сімм. Майстер викрадає ТАРДІС Доктора і намагається втекти, але в останню мить Доктор блокує ТАРДІС своєю звуковою викруткою, щоб Майстер міг подорожувати лише в 100 000 000 000 000 і 2007 роки.

### Містер Саксон
Втікши з кінця Всесвіту, Майстер прибуває до Великої Британії за 18 місяців перед виборами 2007 року, якраз перед падінням Гарієт Джонс. Майстер приймає личину Гарольда Саксона, високопоставленого посадовця в Міністерстві оборони. За цей час він встановлює мережу супутників зв'язку «Архангел», яка дозволяє йому впливати на людей телепатичним полем, щоб вони обрали його на посаду прем'єр-міністра.
Ставши прем'єр-міністром, Майстер вступив у союз із вигаданою расою теклафанів. Вони вторглися на Землю, і їхнє панування тривало цілий рік. Планета була перетворена на велетенський завод з виготовлення зброї і космопорт для армади бойових кораблів. Використавши технологію Лазаруса, Майстер зміг перемотати усі регенерації Доктора і перетворити його на немічну істоту. Проте за допомогою Марти Джонс та мережі «Архангел» Докторів вдається повернути свій колишній вигляд. Доктор бажає тримати Майстра у себе на ТАРДІС, але Майстер гине від пострілу своєї дружини Люсі Саксон. Відмовляючись регенеруватися щоб не потрапити в полон до Доктора, Майстер вмирає. Оскільки його загибель емоційно б'є по Докторові, то Майстер вважає це перемогою. Доктор потім кремує тіло у величезному вогнищі. Після цього, з'являється жіноча рука з довгими червоними нігтями і забирає кільце Майстра з попелу. У цей час на фоні чутно маніакальний сміх Майстра.
Містер Саксон повертається в різдвяному спецвипуску Кінець часу. Якийсь культ намагається відродити Майстра, проте процес зриває Люсі Саксон. Через це Майстер ще більше втрачає розум, його волосся стає світлим, з'являються неканонічні здібності, на зразок блискавок з рук, а так само стрибків на величезні відстані. Майстер використовує Браму Безсмертя, маючи намір перетворити всіх людей на Землі у власних клонів, і це йому вдається. Потім він використовує шість мільярдів клонів щоб виявити джерело звуку барабанів у його голові, який докучав йому з самого дитинства і звів його з глузду. Цим джерелом виявилися Володарі Часу, а точніше — давній Володар Рассилон (Тімоті Далтон), який довідався від пророка про загибель раси від руки Доктора. Володарі часу відправили сигнал в голову молодого Майстра, щоб в майбутньому він зміг відкрити портал на Землю. Але разом з Володарями Часу біля Землі з'явилася вся планета Галіфрей, а також повинні були з'явитися усі вороги Володарів Часу. Дізнавшись, що Володарі Часу збираються знищити сам час, як такий, щоб стати безтілесними істотами, Майстер попросив Рассилона узяти його з собою. Рассилон, знаючи, що божевілля Майстра — його рук справа, відмовив йому. За допомогою Майстра, Докторові вдалося відправити Галіфрей і Володарів Часу назад у кінець Часової війни. Тоді Рассилон вирішив убити Доктора, але Майстер врятував його, убивши Рассилона. Сам Майстер виявився дуже близько до Рассилона і, очевидно, був відправлений разом з ними. Його подальша доля невідома.

### Міссі
Майстер зник з екранів на період 5-7 сезонів (епоха Одинадцятого Доктора).
Але в першій серії 8 сезону («Глибокий вдих»), а також другій, шостій, дев'ятій та десятій серії епізодично з'являється таємнича Міссі (Мішель Гомес). У серіях «Темна вода»/«Смерть на небесах» виявляється, що Міссі (скорочено від Mistress) - це ім'я яке вибрав Майстер у жіночому втіленні, бо «не міг більше так звитися».

### Агент О
Невідомо як, але Майстер вижив і перевтілився в нове тіло, про що стає відомо із серії «Спайфолл». Після регенерації він відвідав Галліфрей, виявивши на ньому щось, що змусило його розорити і спалити цю планету, про що пізніше повідомив Доктору.
Потім Майстер знову з'явився на Землі на початку XXI століття, прикинувшись агентом Мі-6 на прізвисько «О». Він вступив в змову з інопланетною расою касаавін (можливо, з іншого виміру), яка бажала захопити тіла всіх людей на планеті, і велів їм вбивати агентів розвідки по всьому світу, розраховуючи добитися уваги Доктора. Під виглядом «О» Майстер зустрів Тринадцятого Доктора, але вона викрила його і зірвала черговий план по знищенню людства, а сам Майстер був відправлений в вимір Касаавін.

## Характеристика

### Загальний огляд
Майстер багато в чому (включаючи його зовнішній вигляд і склад розуму) є класичним архетипом суперлиходія. Він володіє необмеженим генієм, психопатичним поглядом на людське життя і фантастичну зарозумілість разом з манією величі. Багато в чому Майстер являє паралель Доктора, і у серіалі неодноразово натякалося, що вони залежать один від одного. Після їхньої першої зустрічі на екрані, Доктор зізнається, що він «вельми сподівається» знову зустрітися з Майстром. У серії «П'ять Докторів», Майстер говорить що «про космос без Доктора не слід і думати». Третій Доктор навіть звав Майстра своїм найкращим ворогом. Коли Майстер вмирає на руках Десятого Доктора, він впадає у відчай. Їхній паралелізм і залежність один на одного дає обом персонажам особливості їнь і ян ☯.
Хоча слабкостями Доктора (за словами Майстра) завжди вважалися його постійне співчуття і цікавість, слабкостями Майстра завжди були його гординя і божевілля. Це стверджували і Доктор, і Рані. Коли в історії Розум зла Майстра піддали телепатичній атаці з метою показати йому його найбільший страх, він побачив, як Доктор сміється з нього.
У серії Останній Володар Часу Доктор говорить Майстрові що його погроза знищити Землю і їх обох є безпідставною, оскільки Майстер ніколи не зможе убити себе. Але все-таки Майстрові вдається обійти цю «слабкість» дозволивши собі померти після пострілу дружини.
Майстер Джона Сімма багато в чому схожий на Доктора, особливо в його здатності жартувати в натягнутих ситуаціях. За словами продюсерів, це було зроблено для того, щоб Майстер став ще загрозливішим для Доктора, перейнявши одну з його рис.

### Інтелект
Майстер і Доктор мають, мабуть, рівний рівень інтелекту, і вони навіть були в одному класі на Галіфреї. У серії «Утопія» Доктор називає замаскованого Майстра генієм і поважає його інтелект ще до того, як довідався, ким він є насправді.
І Доктор і Майстер є досвідченими гіпнотизерами, хоча у Майстра ця здатність виявлена набагато більш. У серії «Логополіс» Доктор говорить про Майстра: «Він — Володар часу. Багато в чому у нас спільні думки». Важливість цього в тому, що Майстер може передбачати будь-яку дію Доктора. У серії «Безжалісний вбивця», Майстрові вдається послати помилкове телепатичне повідомлення Докторові, але невідомо, зробив він це сам або за допомогою якоїсь технології.

### TARDIS
В оригінальному серіалі, ТАРДІС Майстра мала повністю працездатний хамелеонний ланцюг, який дає змогу набувати вигляду багатьох речей, включаючи стайню, ялину, комп'ютер, підлоговий годинник, архітектурну колону, залізну діву і камін. У новому серіалі невідомо, чи існує ще ТАРДІС Майстра. У серії Повстання Кіберлюдей, Доктор стверджує що його ТАРДІС є останнім, хоча тоді він вважав також, що він є останнім Володарем часу. У серії «Утопія» Майстрові доводиться красти ТАРДІС Доктора, хоча невідомо, як взагалі він опинився у кінці Всесвіту.

### Зброя
Спочатку улюбленою зброєю Майстра був компресор-знищувач матерії, який зменшує об'єкт до розмірів ляльки, таким чином вбиваючи її. З вигляду, компресор нагадує улюблений пристрій Доктора — звукову викрутку. У пізніх серіях компресор навіть стріляв червоним променем.
У серії «Звук барабанів» Майстер показує Докторові свою нову зброю — лазерну викрутку. Це додає ще одну паралель між персонажами. Майстер навіть знущається з Доктора: «Лазерна викрутка. Кому потрібна звукова?» Цей пристрій працює як потужна лазерна зброя, що вбиває з одного пострілу. Вона також може спричиняти швидке старіння жертви. Для цього використовується технологія розроблена професором Лазарусом у серії Експеримент Лазаруса. Сама викрутка складається з ізоморфічної технології, яка перешкоджає її використанню кимось іншим, окрім Майстра.

### Супутники
На відміну від Доктора, Майстер зазвичай подорожує наодинці. Проте були епізоди, у яких він робив виняток із цього правила. Так, у серії Кастровальва Майстер викрав Докторового супутника Адріка. Пізніше, в історії Демони короля Майстер взяв під свій контроль Камеліона. А у другому епізоді Останнього ворога Сабалом Глітц вирішив мандрувати з Майстром у пошуках таємниць Володарів Часу.
У повнометражному фільмі 1996 року Ченґ Лі допомагає Майстру в його боротьбі з Доктором.
В епізоді «Утопія» помічницею професора Тно була така собі Шан-то. А в наступній серії він постає уже одруженим із панною Люсі Саксон. Він відкрив їй свою природу, навіть взяв із собою в Утопію. Проте, коли з'ясувалася його суть, за першої ж нагоди Люсі застрелила Майстра. Вона ж перешкоджала його відродженню в історії «Кінець часу».
Майстер двічі об'єднувався проти Доктора з іншою Володаркою Часу — Рані. Вона не була його супутницею у класичному розумінні цього слова, а, скоріше, співучасницею. Також він укладав угоди з іншими ворогами Доктора — Далеками і автонами, проте ці союзи не були тривалими.